# Everything Sucks!
Everything Sucks! (traduction : « Tout craint ! ») ou Tout est nul ! au Québec, est une série télévisée de comédie dramatique initiatique américaine en dix épisodes d’entre 22–27 minutes, créée par Ben York Jones et Michael Mohan et mise en ligne le 16 février 2018 sur Netflix. Le 6 avril 2018, Netflix annonce l'arrêt de la série au terme d'une unique saison.

## Synopsis
Septembre 1996, c'est la rentrée des classes pour Luke O'Neil et ses amis McQuaid et Tyler Bowen qui, alors tous étudiants de première année (secondaire 3), rejoignent le club audiovisuel au lycée de Boring dans le comté fictif de Boring en Oregon. Une fois entré au club, Luke tombe sous le charme de Kate Messner, étudiante de deuxième année (secondaire 4) : c'est le coup de foudre...

## Distribution

### Rôles principaux
- Jahi Di'Allo Winston (VF : Tom Trouffier) : Luke O'Neil, un étudiant de première année au club audiovisuel qui est épris de Kate Messner.
- Peyton Kennedy (VF : Camille Timmerman) : Kate Messner, la fille du principal et étudiante de deuxième année au club audiovisuel qui commence à se questionner sur sa sexualité.
- Patch Darragh (VF : Guillaume Lebon) : Ken Messner, le principal et père de Kate qui commence à communiquer avec Sherry, la mère de Luke.
- Claudine Mboligikpelani Nako (VF : Vanessa Van-Geneugden) : Sherry O'Neil, la maman de Luke et hôtesse de l’air qui commence à s’approcher de Ken.
- Rio Mangini (VF : Benjamin Bollen) : McQuaid, un étudiant de première année au club audiovisuel et un des amis de Luke.
- Quinn Liebling (VF : Enzo Ratsito) : Tyler Bowen, également un étudiant de première année au club audiovisuel et un des amis de Luke.
- Sydney Sweeney (VF : Rebecca Benhamour) : Emaline Addario, une débutante au club théâtre et petite amie d’Oliver qui montre un penchant précoce pour la mise en scène.
- Elijah Stevenson (VF : Gauthier Battoue) : Oliver Schermerhorn, un senior au club théâtre et petit ami d’Emaline, qui veut fuir à New York.

### Rôles secondaires
- Abi Brittle (VF : Clara Quilichini) : Leslie, une membre religieuse du club audiovisuel.
- Jalon Howard (VF : Fabrice Trojani) : Cedric, un membre du club théâtre.
- Connor Muhl (VF : Hervé Grull) : Scott Pocket, un étudiant qui présente les nouvelles scolaires avec Jessica.
- Nicole McCullough (VF : Camille Donda) : Jessica Betts, une étudiante qui présente les nouvelles scolaires avec Scott.
- Ben York Jones (en) (VF : Christophe Lemoine) : M. Stargrove, un professeur responsable du club audiovisuel.
- Zachary Ray Sherman (VF : Alexandre Nguyen) : Leroy O'Neil, le père de Luke qui l’a quitté lors de ses sept ans.

Version française
- Studio de doublage : Chinkel
- Direction artistique : Olivia Luccioni
- Adaptation : Hélène Castets, Soriya Leang et Dina Milosevic

## Production

### Tournage
L’équipe du tournage commence les prises de vues à Boring (en) dans le comté de Clackamas en Oregon et, en revanche, le lycée ne s’y trouve pas : elle se déplace alors à Oregon City ainsi que quelques scènes à Portland pour le concert au Aladdin Theater (en).

### Fiche technique
- Titre original : Everything Sucks!
- Titre québécois : Tout est nul!
- Création : Ben York Jones et Michael Mohan
- Réalisation : Michael Mohan et Ry Russo-Young
- Scénario : Ben York Jones et Michael Mohan ; Hayley Tyler, Noelle Valdivia et Sean Cummings
- Casting : Amey René
- Direction artistique : Adam Reamer
- Décors : David Storm
- Costumes : Alexandra Welker
- Photographie : Elisha Christian
- Montage : Christian Masini, David Bilow et John Wesley Whitton
- Musique : Hrishikesh Hirway
- Production : Josh Appelbaum, André Nemec, Jeff Pinkner, Scott Rosenberg, Ben York Jones et Michael Mohan
- Société de production : Midnight Radio
- Société de distribution : Netflix
- Pays de production :  États-Unis
- Langue originale : anglais
- Format : couleur
- Genre : comédie dramatique initiatique
- Nombre de saisons : 1
- Nombre d'épisodes : 10
- Durée : 22–27 minutes
- Dates de diffusion :
  - États-Unis : 31 janvier 2018 (avant-première à New York)
  - Monde : 16 février 2018 sur Netflix

## Épisodes
1. Plutonium (Plutonium)
2. Une amitié inconditionnelle (Maybe You're Gonna Be the One That Saves Me)
3. Au top de la pop (All That and a Bag of Chips)
4. Roméo et Juliette en orbite (Romeo & Juliet in Space)
5. C’est qui, cette Zarginda ? (What the Hell's a Zarginda?)
6. Le Poids du silence (Sometimes I Hear My Voice)
7. Comme un bon gros baba au rhum (Cheesecake to a Fat Man)
8. Être normal (I Just Wanna Be Anybody)
9. Mes copains se font bouffer par des araignées (My Friends Have Been Eaten by Spiders)
10. Nous étions innocents (We Were Merely Freshmen)

## Accueil

### Diffusion
Après l’avant-première limitée ayant lieu le 31 janvier 2018 à New York, la diffusion internationale est annoncée le 16 février 2018 sur Netflix.

### Critiques
Le site AlloCiné lui attribue une note moyenne de 3,7 / 5 pour 65 notes dont 5 critiques en huit jours.
Pierre Langlais du Télérama souligne que la série est « passable quand elle essaye de se la jouer comme les sitcoms des nineties (proviseur cool gênant, profs consternants, gamins stéréotypés, etc.), elle est en revanche immédiatement touchante et attachante côté drame, où elle prend le temps de filmer la solitude, le mal-être et, surtout, les sentiments confus des jeunes ados. Une réussite qui doit beaucoup à ses jeunes interprètes, à commencer par Jahi Winston (aperçu dans Feed the Beast), formidable de charisme, de naturel et de décontraction dans le rôle de Luke. »
Quant à Marie Salammbô de L'Obs, elle estime que « la série ose tellement de références copiées et collées, que le moindre semblant d’originalité s’envole aussitôt. (…) À force de stimuler la part de nostalgie qui sommeille en chacun de nous, l’écœurement pointe vite le bout de son nez » et Alexandre Buyukodabas des Inrockuptibles juge que, « malgré quelques éclats de tendresse, Everything Sucks!, la nouvelle série teen de Netflix, embrasse un peu trop cyniquement la tendance nostalgique de la production télévisuelle actuelle ».